# Jack Hather
John "Jack" Hather là một cầu thủ bóng đá người Anh thi đấu ở vị trí outside-left từng thi đấu cho câu lạc bộ Scotland Aberdeen.
Sinh ra ở Annfield Plain, County Durham, Hather gia nhập Aberdeen vào tháng 12 năm 1948. Ông là một phần trong đội hình Aberdeen vô địch Scottish League 1955 và Cúp Liên đoàn Scotland 1955.
Sau khi rời Aberdeen năm 1960, ông trở lại vùng đông bắc nước Anh để chơi cho đội nghiệp dư Blackhall F.C.

## Danh hiệu
Aberdeen
- Scottish First Division (1): 1954–55
- Scottish League Cup (1): 1955–56